# ANA Aeroportos de Portugal

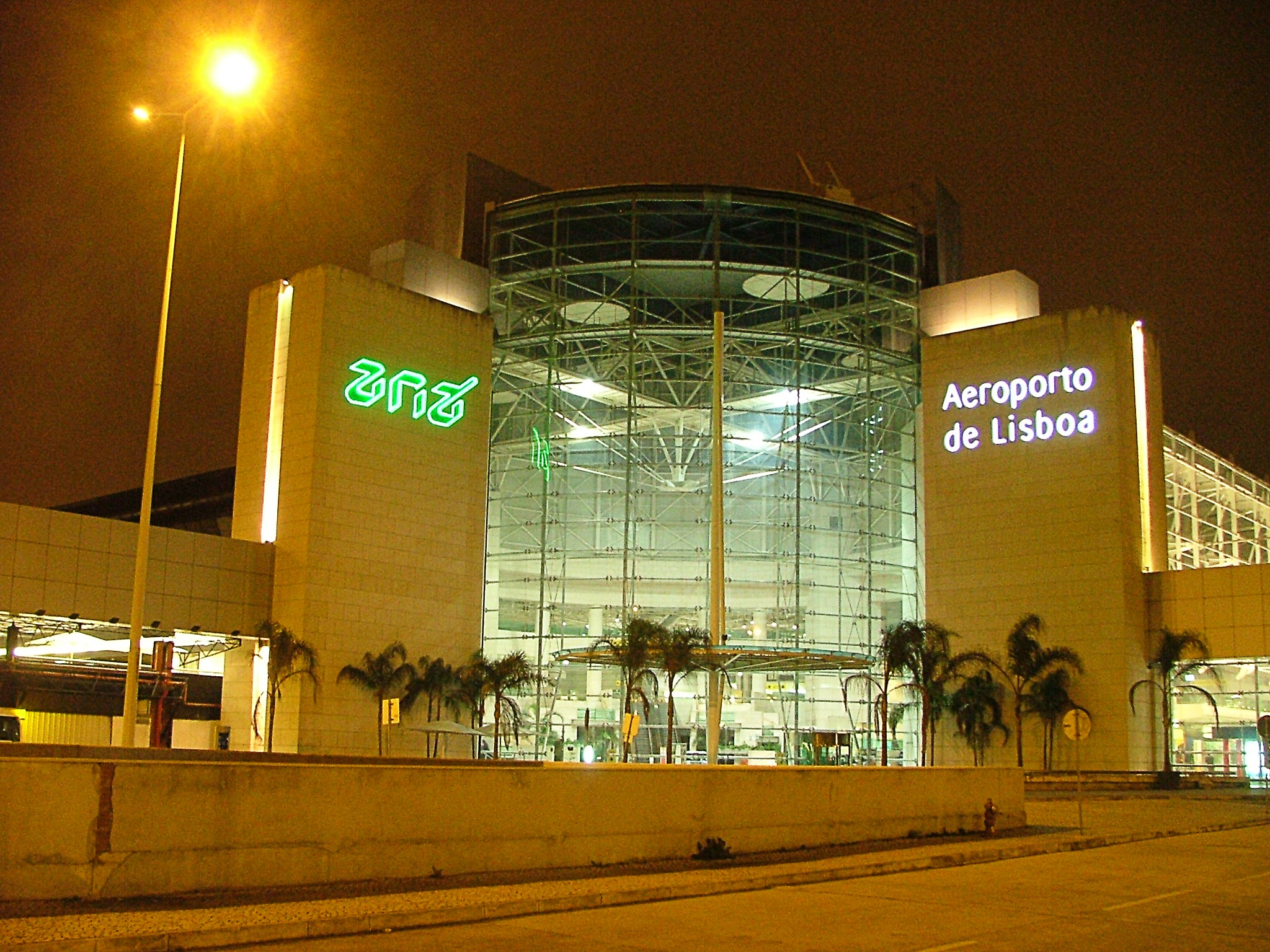
Aeroporto Humberto Delgado, em Lisboa, com o logo da ANA, S.A.

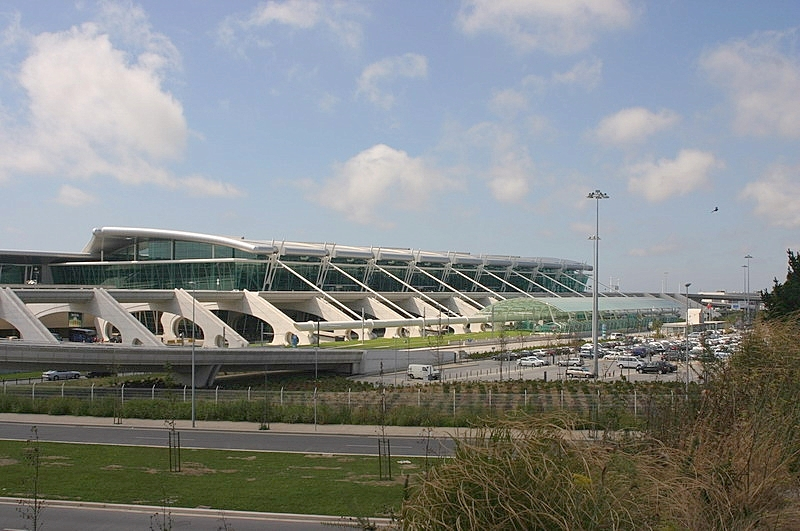
Aeroporto Francisco Sá Carneiro, na cidade do Porto.

A ANA - Aeroportos de Portugal (conhecidos normalmente simplesmente pelo acrónimo ANA significando Aeroportos  e Navegação Aérea) é a empresa responsável pela gestão de aeroportos em Portugal. A ANA administra vários aeroportos, incluindo o maior aeroporto de Portugal, o Aeroporto Humberto Delgado em Lisboa. Está sediada na capital portuguesa e integra várias empresas do sector da aviação. Esta empresa nasceu em 1998 de uma alteração resultante da cisão da Empresa Pública Aeroportos e Navegação Aérea em duas empresas distintas.
A empresa manteve o objectivo social de prestar serviço público aeroportuário de apoio à Aviação Civil passando o serviço público aeroportuário de apoio à navegação aérea civil a ser responsabilidade da Navegação Aérea de Portugal. O transporte aéreo continua a afirmar-se como um meio de transporte em expansão, assim sendo este grupo afirma-se estrategicamente, estando direcionado para a prestação de serviços com elevados padrões de qualidade, e com uma gestão orientada para o mercado e para a criação de valor.
Os aeroportos de Lisboa (Humberto Delgado), Faro, Porto (Francisco Sá Carneiro), Madeira (Cristiano Ronaldo), Porto Santo, Ponta Delgada (João Paulo II), Horta, Santa Maria, Flores e Beja (Alentejo), têm a sua gestão, exploração e desenvolvimento a cargo da ANA, SA.
Empresas como a NAER (Novo Aeroporto), Portway (Handling de Portugal) e ADA (Administração de Aeroportos, em Macau), contam com uma participação da ANA Aeroportos de Portugal S.A. numa grande percentagem do seu capital.

## História

### 1986-1989
Estamos nesta altura no final dos anos 80, e o tráfego aéreo mundial tem uma grande expansão económica. Esta foi para a ANA uma época de investimentos e de integração em órgãos internacionais. A sede da empresa e edifícios para os parceiros foram construídos, fizeram-se renovações em alguns aeroportos e sistemas de controle de tráfego aéreo. Actividades não aeroportuárias como estacionamentos, free shops, rent a car, foram desenvolvidas (História, 2006).
Data dessa altura a construção da sede da empresa e dos edifícios para os parceiros: transitários, concessionários e companhias aéreas. Foi ainda uma fase de integração em órgãos internacionais como o Eurocontrol, ICAA (Associação Internacional de Aeroportos Civis), ICAO (Organização Internacional de Aviação Civil) e AOCI (Conselho Internacional de Operadores Aeroportuários).

### 1990-1992
A década de 90 começou com a crise do Golfo, que teve um impacto na aviação e na economia mundial. Outras fontes de instabilidade foram a Guerra na Jugoslávia, a reunificação alemã e o desaquecimento da economia dos EUA. Estas circunstâncias significaram para a ANA o fim de um ciclo de investimentos autofinanciados, obrigando-a ao recurso ao crédito para suportar o seu desenvolvimento. Apesar dessas dificuldades, continuaram a ser reforçadas as infra-estruturas, com destaque para os aeroportos de Lisboa, Faro e Ponta Delgada e, na navegação aérea, o projecto Atlântico.
Em 1991 foi aprofundada a liberalização do mercado europeu, com o fim dos monopólios e do controlo tarifário, medidas que trouxeram grandes desafios. Para lhes fazer face, em 1992 a ANA procedeu a uma profunda reflexão, cujas palavras-chave – Cliente e Eficácia – nortearam o seu crescimento nos anos seguintes.

### 1993-1998
Dessa reflexão resultou uma reorientação da empresa no sentido da competitividade. Adoptou-se uma gestão descentralizada, que transferia capacidade de decisão para as várias áreas de negócio: os aeroportos, os centros de controlo de tráfego aéreo, a área de actividades comerciais e a área de estudos e projectos de infra-estrutura aeronáutica.
A estrutura organizativa ganhou simplicidade e eficácia. Foi instituída uma política tarifária capaz de atrair grandes clientes com uma melhor relação custo-benefício. Expandiu-se a rentabilização comercial dos aeroportos, com a atribuição de diversas concessões. Foi nesse período que a ANA afirmou a sua capacidade de prestar serviços a terceiros, no País e no exterior. Os aeroportos do Funchal e Macau foram os primeiros a confiar à empresa a sua gestão. O investimento em infra-estruturas prosseguiu, com melhoramentos nos vários aeroportos e na gestão do tráfego aéreo.
A uma fase de expansão económica e do tráfego, com intensa concorrência entre destinos e aeroportos, a ANA respondeu com um contínuo crescimento, coroado no ano da Expo 98 com um desempenho recorde, tanto em volume de negócios como no resultado líquido e nos investimentos. No final de 1998 a ANA Aeroportos, EP cindia-se em duas novas empresas, às quais deixava um legado de infra-estruturas, bons indicadores económicos e sociais e uma cultura de competitividade. Nascem a ANA - Aeroportos de Portugal, SA, voltada para a gestão aeroportuária, e a NAV, EP, para a navegação aérea.

### 1999-2004
A ANA, SA nascia num contexto de acelerada globalização, com um movimento cada vez mais intenso de bens e pessoas. A sua competitividade e a do País dependiam das respostas a essa nova realidade. Uma dessas respostas foi uma nova visão estratégica, que definiu a ANA como um grupo de referência nos serviços aeroportuários. Um grupo que integrava, entre outras empresas, a Portway, a operar desde 2000 no handling, e a NAER, criada em 1998 para levar à frente o novo aeroporto de Lisboa.
A construção do novo aeroporto fora decidida pelo Governo português não só para responder à anunciada saturação da Portela, mas para dotar o País de um pólo atlântico de ligação à Europa. Em 1999 foi definida a sua localização, e em 2000 o seu modelo: uma parceria público-privada, a articular com a privatização da própria ANA.
Entretanto, prosseguiram a expansão da Portela, com vistas a alcançar a sua plena capacidade, enquanto o Aeroporto Sá Carneiro ganhou um novo plano de desenvolvimento, vocacionando-se para servir todo o Nordeste ibérico. O Aeroporto da Madeira, uma proeza da engenharia, abriu o arquipélago às grandes aeronaves. E prosseguiria a remodelação do Aeroporto de Faro, visando convertê-lo no melhor aeroporto turístico da Península.
Essa orientação para a expansão e competitividade sofreu um sério revés com o 11 de Setembro. A crise na economia e na aviação levaram a uma forte perda de receitas, agravada pelo aumento dos custos com a segurança. A instabilidade internacional e as dificuldades económicas do País vieram pôr em causa os grandes projectos como o do novo aeroporto de Lisboa, suspenso pelo Governo em 2004.
Nesse contexto, ganhou ainda mais relevância a adopção de uma estrutura mais leve e com menores custos, capaz de partilhar recursos e procedimentos entre todo o grupo. Essa reestruturação, ocorrida entre 2002 e 2004, foi mais um passo na criação das condições indispensáveis à privatização.
2004, não tendo trazido a esperada retoma, foi o ano em que o tráfego nos aeroportos da ANA voltou a crescer. Para isso contribuiu o Euro 2004, mas também uma bem-sucedida estratégia comercial, com preços e incentivos flexíveis que atraíram novas companhias aéreas, em particular as low cost.

## Concessão 2012
Em 27 de Dezembro 2012 o Governo português decidiu que a Vinci foi a vencedora do concorrido processo de concessão por 50 anos, tendo oferecido 3.080 milhões de euros. No 21 de Fevereiro 2013 realizou-se assinatura do contrato promessa de concessão, o Estado recebeu um sinal de 100 milhões de euros e ainda as garantias bancárias que atestam que a Vinci tem capacidade para pagar o restante valor.
A revista 'World Finance' premiou o Estado Português com o prémio "Airport Deal of The Year 2013" por ter realizado a melhor operação de privatização à escala mundial no setor aeroportuário. A ex-secretária de Estado do Tesouro, Maria Luís Albuquerque, afirmou que a proposta apresentada pela ANA correspondia a "um múltiplo de EBITDA 16 vezes", o que foi considerado notável do ponto de vista financeiro. Outros deputados também elogiaram o negócio e mencionaram o mesmo valor. O ex-secretário de Estado das finanças, Manuel Rodrigues, disse que a venda da ANA acabou por ser uma das privatizações de operadores aeroportuários de maior sucesso no mundo. No entanto, o ex-Ministro das Infraestruturas e atual deputado pelo Partido Socialista do Parlamento, Pedro Nuno Santos, asseverou, em 2020, que "a privatização da ANA foi um péssimo negócio para o Estado" e "a mais prejudicial para o interesse público, e não há forma suave de o dizer."